# 아더 크리스마스
《아더 크리스마스》(영어: Arthur Christmas)는 아드먼 애니메이션에 의해 2011년 개봉된 애니메이션 영화이다.

## 줄거리
광활한 북극, 거대한 빙산아래 1,000년의 역사를 이어온 산타 집안.
할아버지의 할아버지 때부터 이어져 내려온 산타의 임무는 바로 크리스마스 이브 단 하루동안 전세계로 20억 개의 선물을 배달하는 것. 하지만 올 겨울, 실수로 한 아이의 선물이 배달되지 못하는 사고가 벌어지고, 산타 가족의 막내 '아더' 가 이 사실을 알게 되는데...

## 출연

### 주연
- 빌 나이
- 제임스 맥어보이
- 휴 로리
- 짐 브로드벤트

### 조연
- 이멜다 스턴톤
- 애슐리 젠슨
- 미지 도나호
- 윌 사쏘
- 러모나 마케즈
- 아인 맥키
- 케빈 엘든
- 마크 우튼
- 로라 리니
- 에바 롱고리아
- 마이클 폴린
- 산지브 바스카
- 로비 콜트레인
- 조안 쿠삭
- 라이스 다비
- 제인 호록스
- 피터 베인햄
- 코디 캐머런
- 케빈 세실
- 리치 풀처
- 브로나 갈라퍼
- 대니 존-줄스
- 엠마 케네디
- 앨런 쇼트
- 리치 홀
- 클린트 다이어
- 도니 롱
- 제리 램버트
- 데보라 핀들리
- 데이비드 슈나이더
- 이안 애쉬피텔
- 줄리아 데이비스
- 케리 셰일
- 탬신 그레이그
- 앨리스테어 맥고완
- 도미닉 웨스트
- 앤디 서키스

## 기타
- 프로듀서: 오스냇 슈러
- 공동제작: 크리스 주엔
- 공동연출: 베리 쿡
- 미술: 에브게니 토모브
- 배역: 사라 크로우

## 같이 보기
- 크리스마스 영화 목록